# Манчестер Сіті (жіночий футбольний клуб)
Жіночий футбольний клуб «Манчестер Сіті» (англ. Manchester City Women Football Club) — жіночий професійний футбольний клуб, який виступає в Жіночій Суперлізі (WSL). 

## Історія
Команда «Манчестер Сіті Ледіс» була заснована у 1988 році Нілом Мазером. Свій перший матч «Сіті» провели у листопаді 1988 року проти клубу «Олдем» та здобули у тому матчі перемогу з рахунком 4:2.
У квітні 2013 року клуб був включений до англійської суперліги замість дворазового чемпіона Англії «Донкастер Роверс Беллес». У листопаді 2013 року головним тренером команди було призначено Ніка Кушинга. 
Дебютний сезон у суперлізі  «Манчестер Сіті» завершив  на 5-му місці. Паралельно у тому сезоні вони спромоглися виграти Кубок Англійської Ліги. У фінальному поєдинку гравчині «Ман Сіті» мінімально обіграли лондонський «Арсенал» з рахунком 1-0. 
У сезоні 2016 року команда з Манчестера вперше тріумфувала у Суперлізі, завершивши турнір без жодної поразки.
У дебютному для клубу розіграші Ліги чемпіонів УЄФА у сезоні 2016/17 років команда дійшла до півфіналу, програвши там майбутньому переможцю турніру - французькому «Ліону» за сумою двох матчів з рахунком 3:2.

## Досягнення
Суперліга
- Чемпіонки (1): 2016
- Віце-чемпіонки (6): 2015, 2017—2018, 2018—2019, 2019—2020, 2020—2021, 2023—2024
- Бронзові призерки (1): 2022

Кубок Англії
- Переможець (3): 2016–17, 2018–19, 2019–20
- Фіналіст (1): 2021–22